# Национална библиотека на Чехия
Националната библиотека на Чешката република (на чешки: Národní knihovna České republiky) е централната и най-голяма библиотека в Чехия.
Съхранява около 6 милиона документа и има около 60 000 регистрирани читатели. Създадена е през 1777 година. Основната сграда е в историческия Клементиум в Прага, където се съхраняват около половината от книгите. Другата половина се намират в района Хостивар.
Освен чешки текстове, библиотеката съхранява стари материали от Турция, Иран и Индия. Библиотеката, също така, държи книги на Карловия университет.